# Bukhansan
Bukhansan é uma montanha localizada ao norte de Seul, na divisa com a província de Gyeonggi, na Coreia do Sul. Com 836,5 metros acima do nível do mar e margeando uma parte considerável da cidade, Bukhansan pode ser visto da maioria dos distritos da metrópole. O nome "Bukhansan" significa "montanha ao norte do Han", referindo-se a sua localização, aproximadamente dez quilômetros ao norte do rio Han. Durante a era Joseon, o pico marcou o ponto extremo norte de Seul. Designado como parque nacional em 1983, a montanha é conhecida pela observação de pássaros, caminhadas e escalada.
A montanha Bukhansan é o ponto mais alto de Seul, e atrai um grande número de praticantes de caminhada de todo o país.

## Galeria

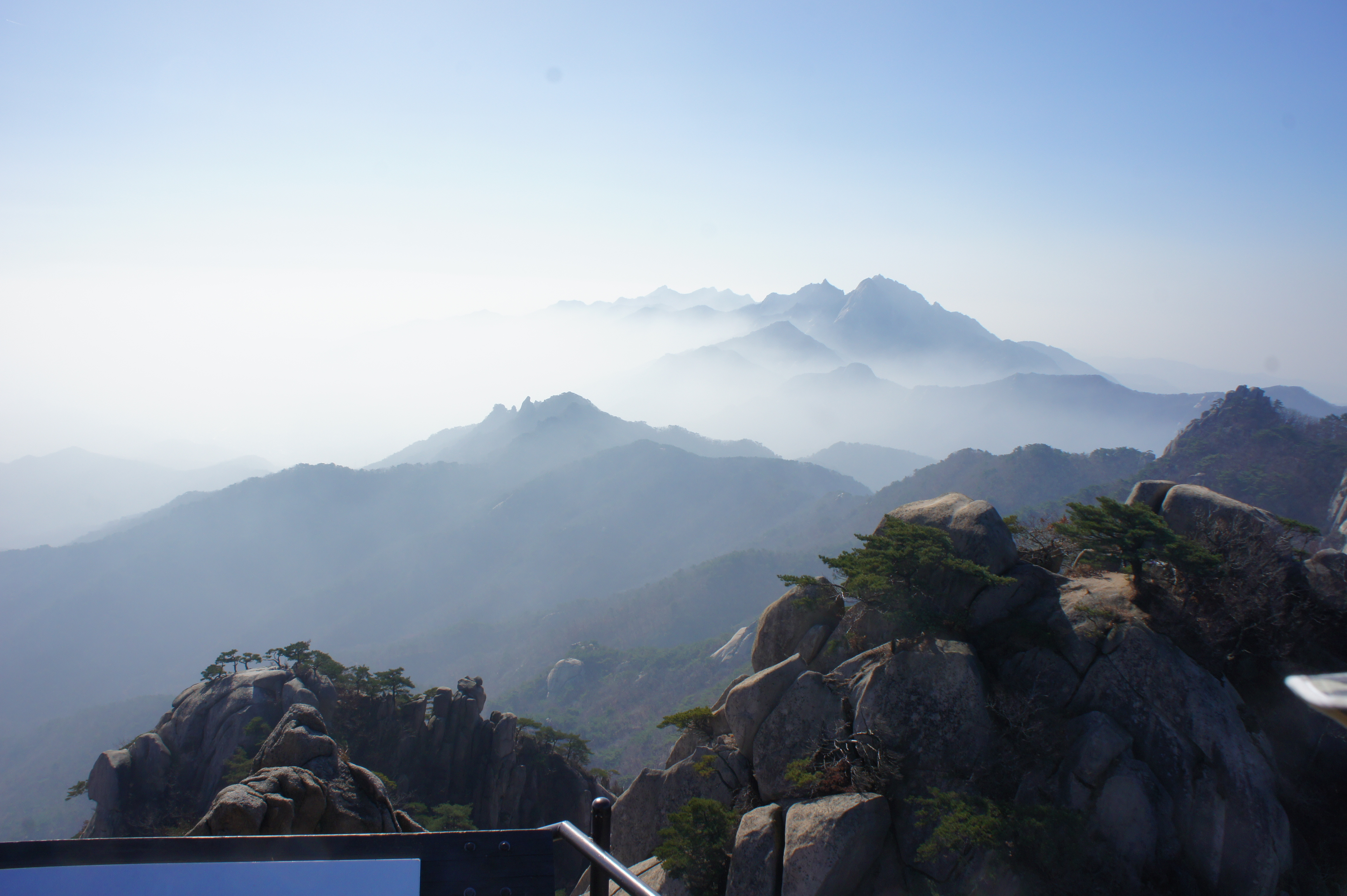
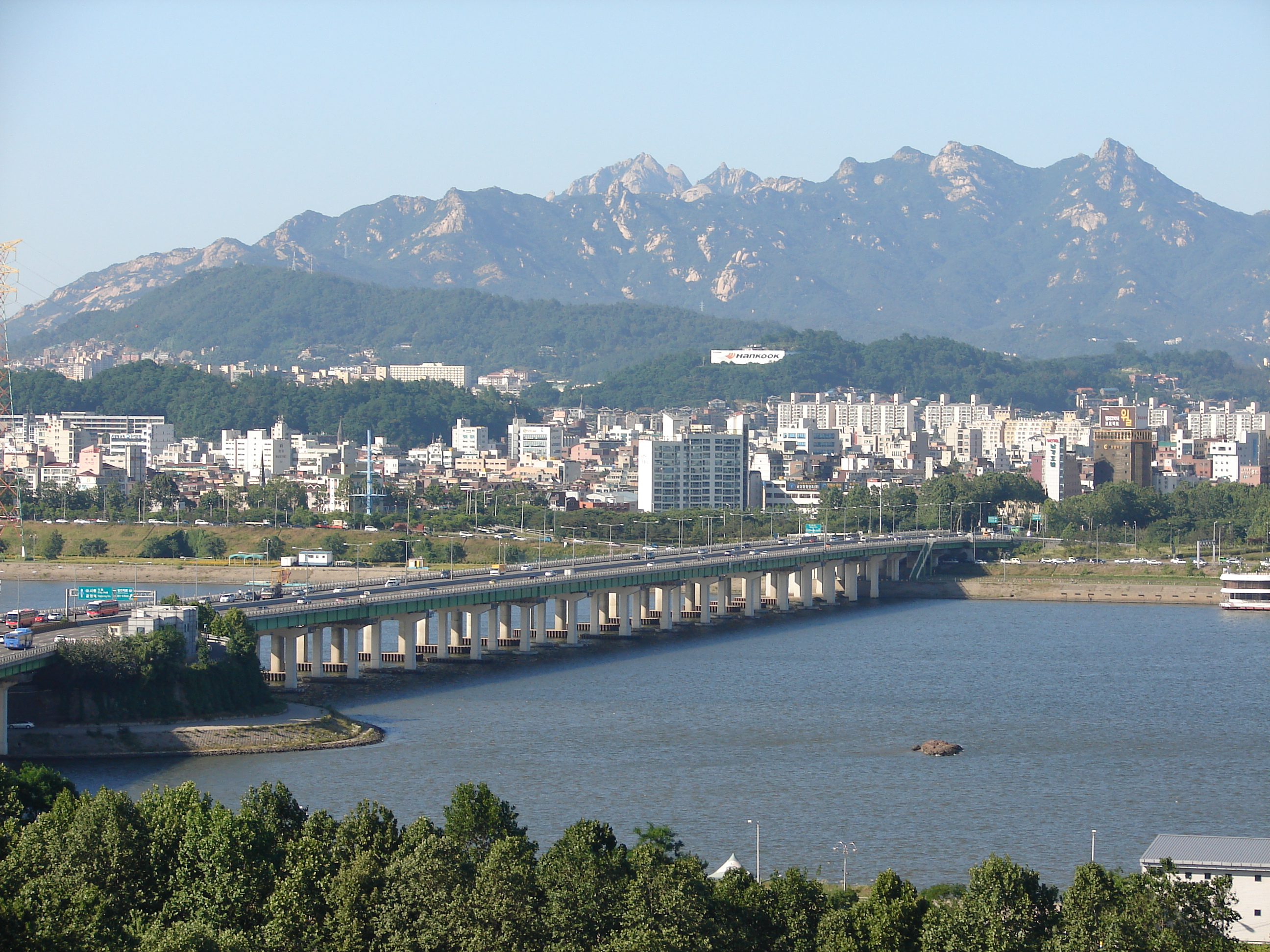
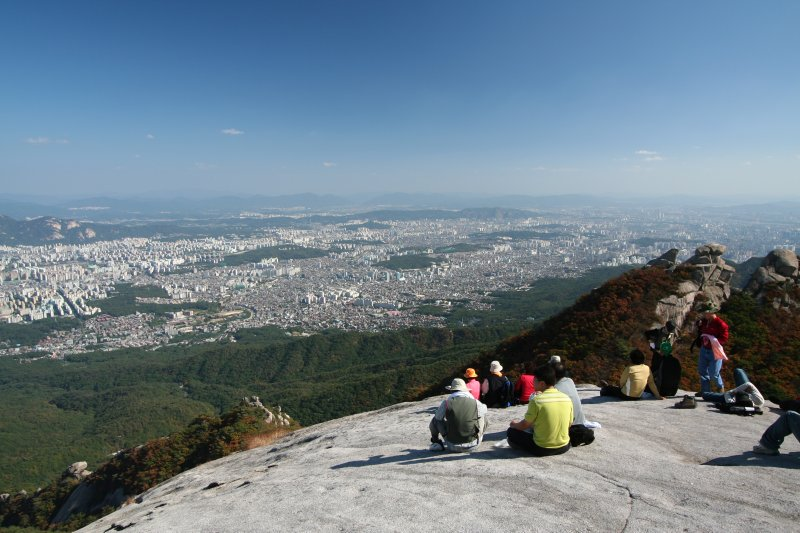
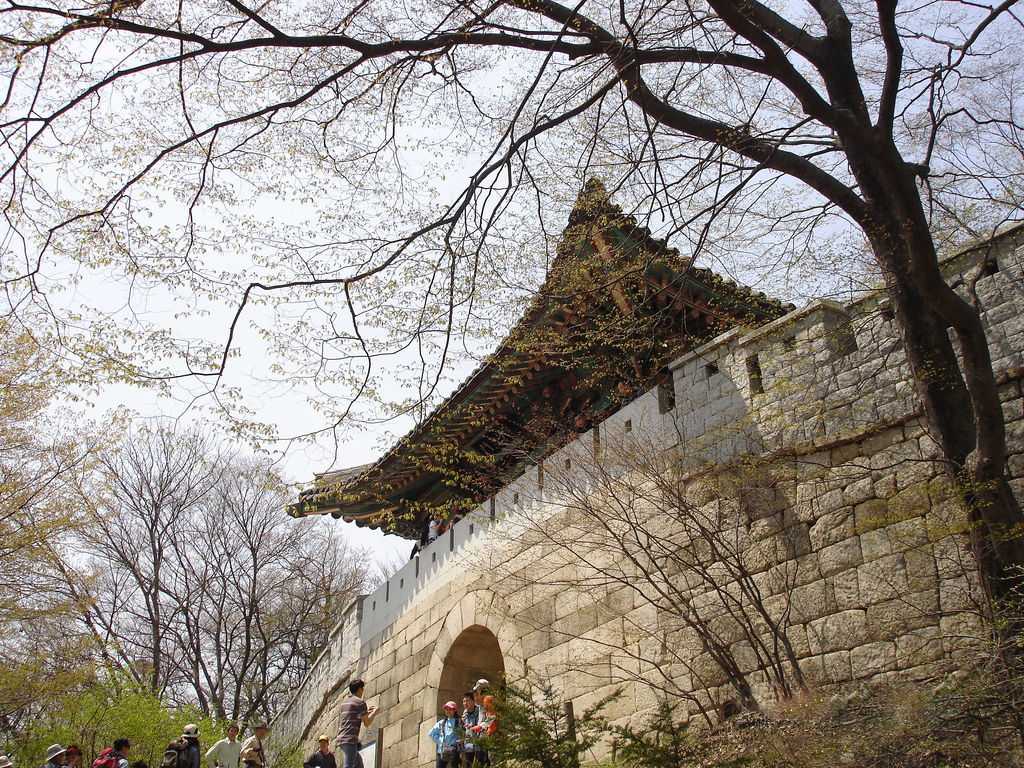
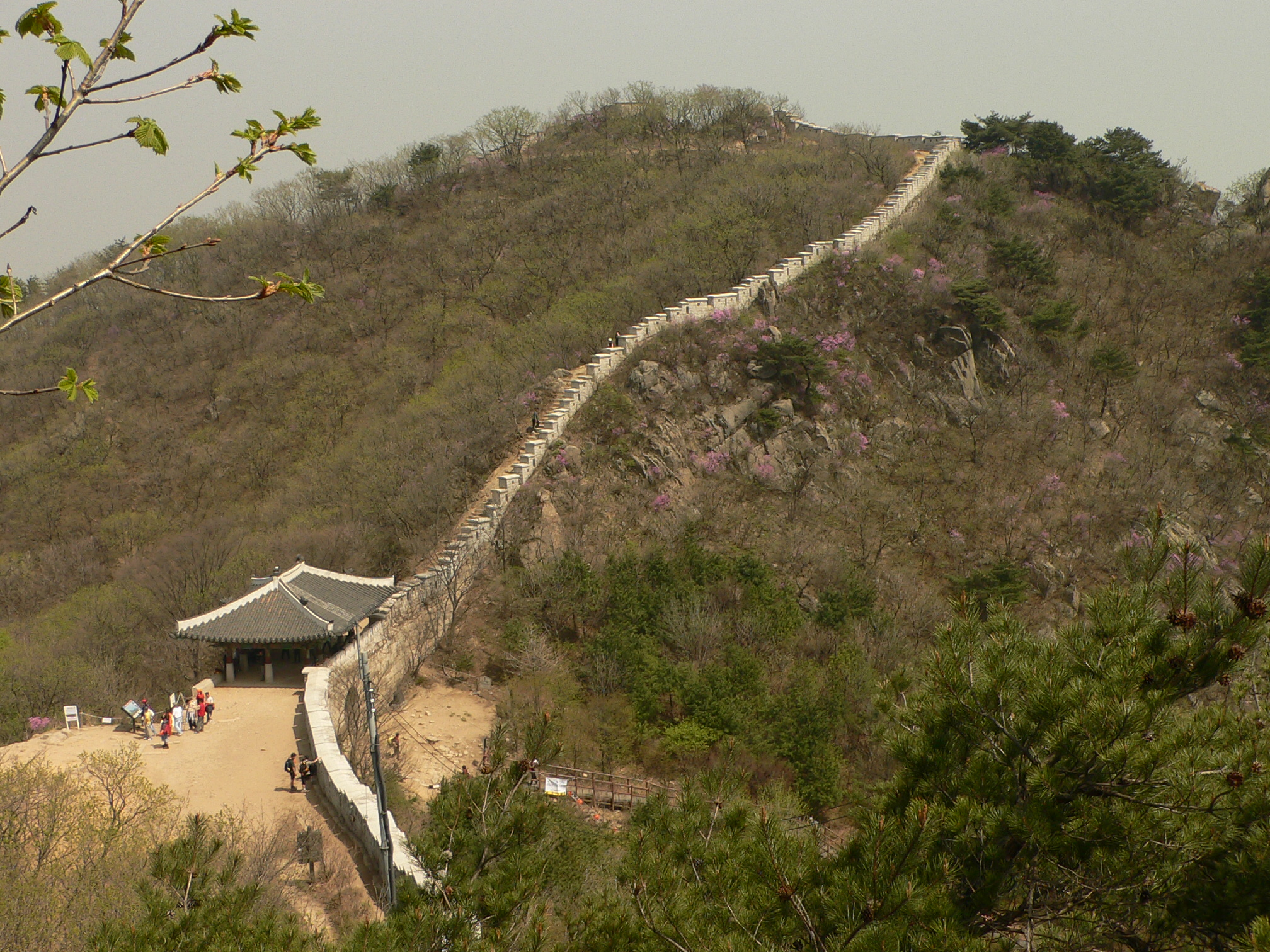
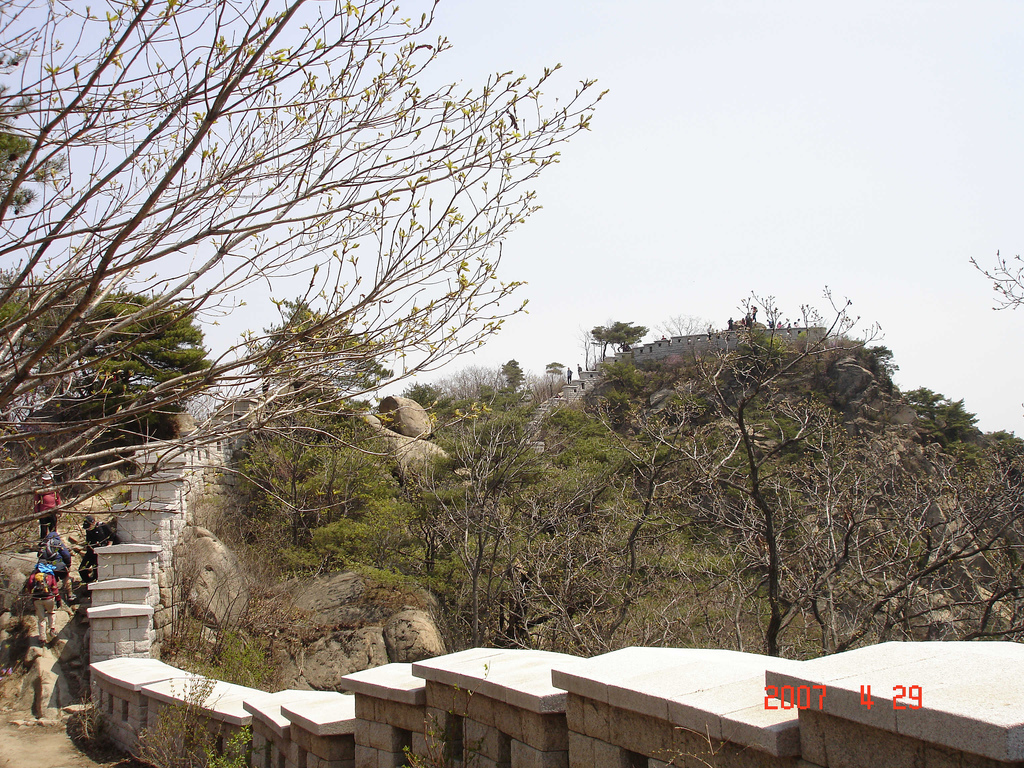
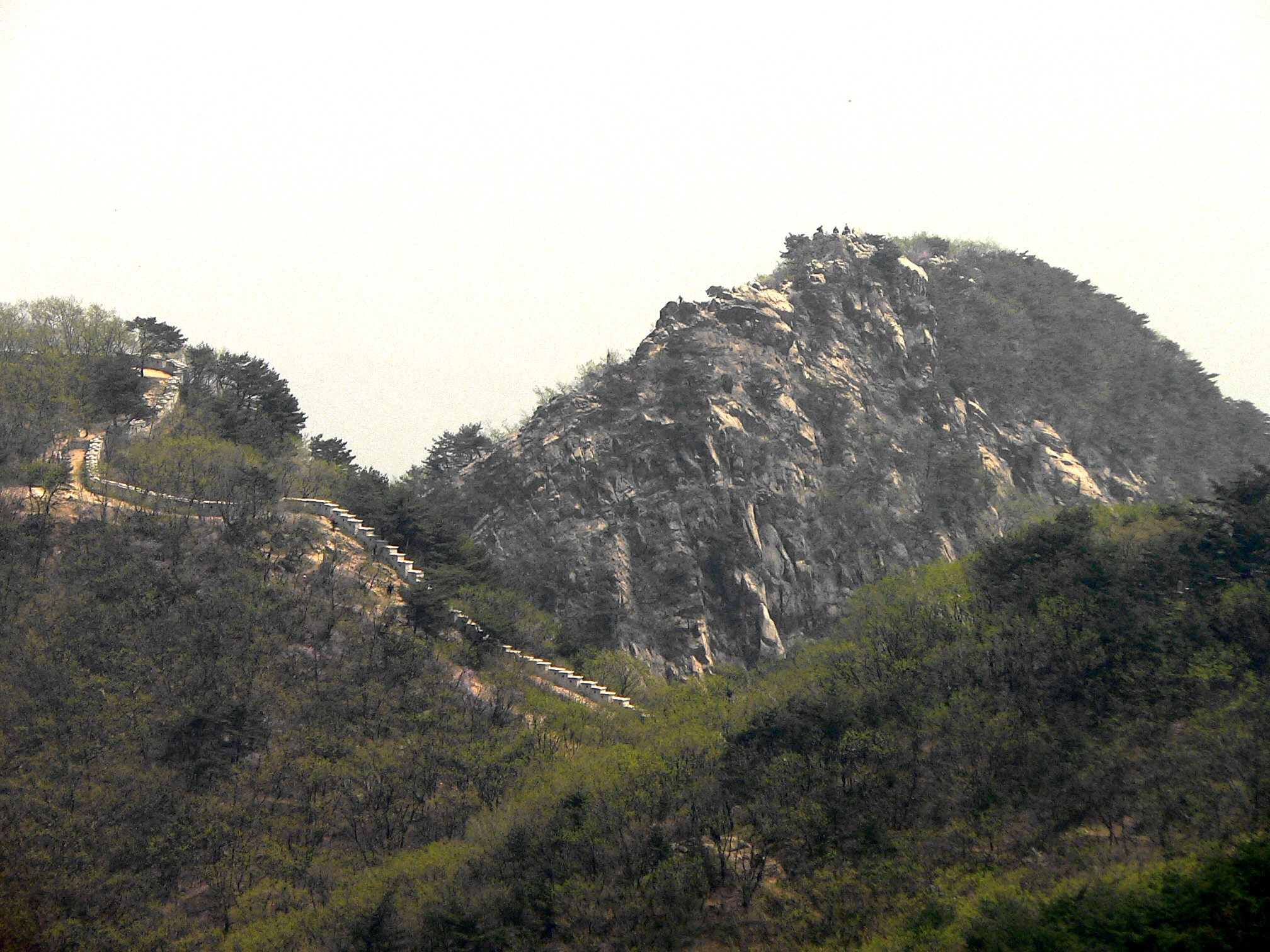
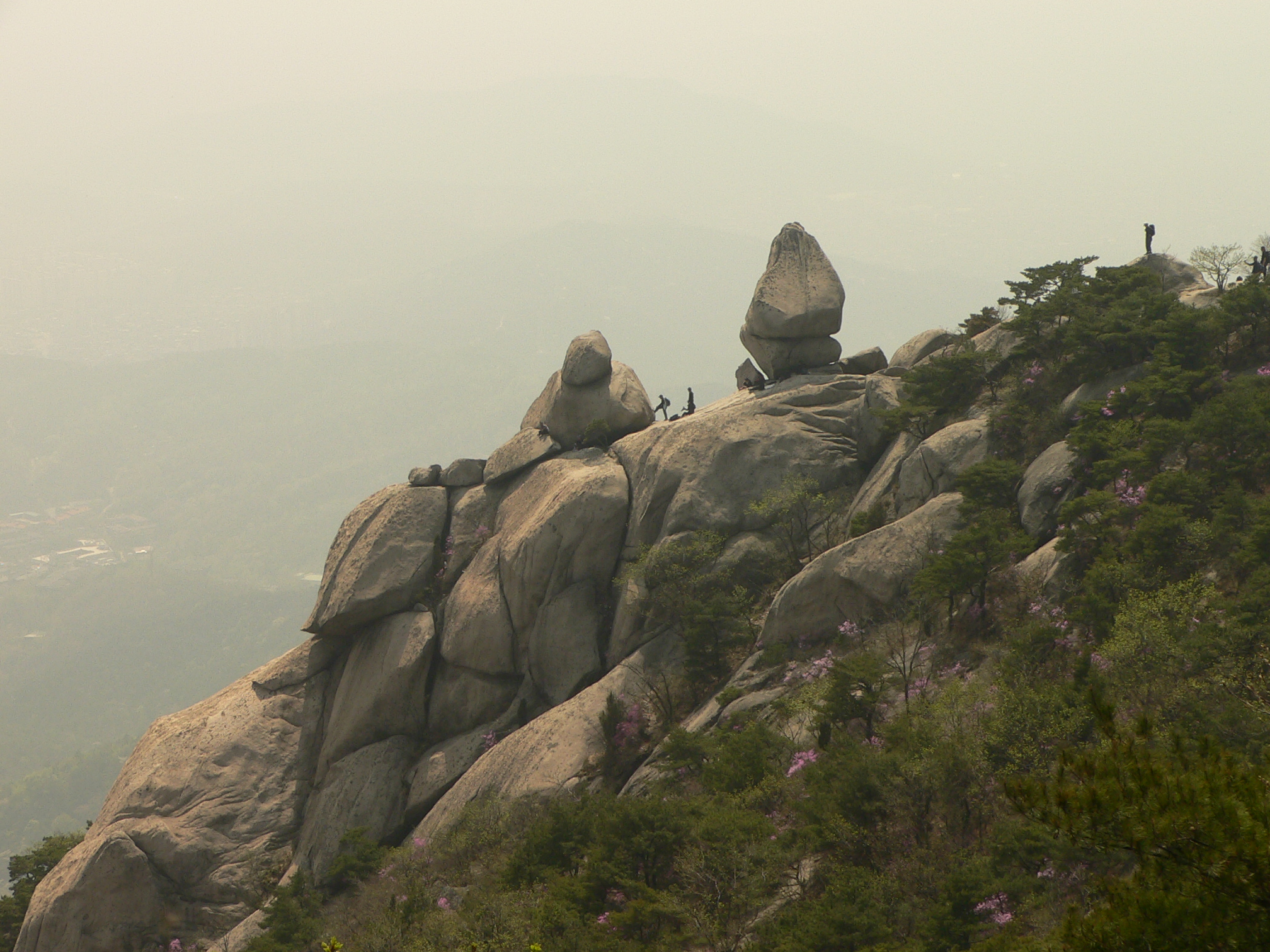
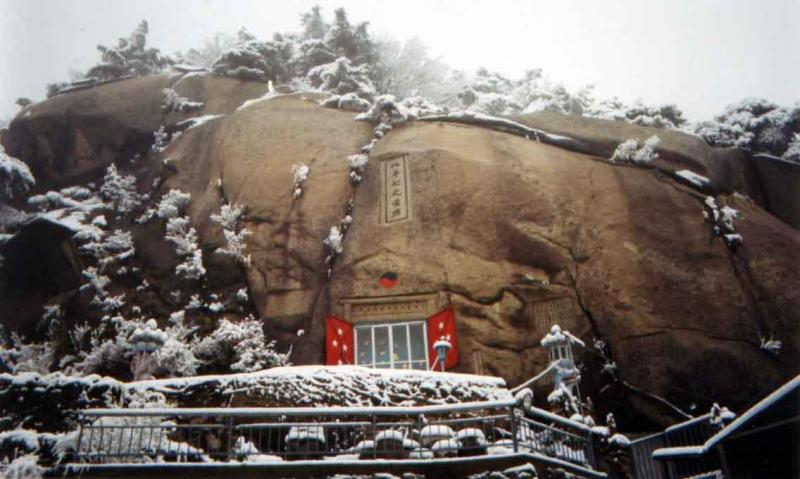
Um santuário em Bukhansan